# Chharchha
Chharchha là một thị trấn thống kê (census town) của quận Koriya thuộc bang Chhattisgarh, Ấn Độ.

## Nhân khẩu
Theo điều tra dân số năm 2001 của Ấn Độ, Chharchha có dân số 15.352 người. Phái nam chiếm 54% tổng số dân và phái nữ chiếm 46%. Chharchha có tỷ lệ 69% biết đọc biết viết, cao hơn tỷ lệ trung bình toàn quốc là 59,5%: tỷ lệ cho phái nam là 77%, và tỷ lệ cho phái nữ là 59%. Tại Chharchha, 13% dân số nhỏ hơn 6 tuổi.